# What I Want (canción de Daughtry)
«What I Want» es una canción de la banda de rock estadounidense Daughtry, lanzado a través de RCA Records el 23 de abril de 2007 como el tercer sencillo de su primer álbum homónimo de estudio (2006). La canción presenta a Slash en la guitarra, lo que le valió un crédito de artista destacado en el sencillo.
La banda optó por lanzar la pista solo a la radio de rock, porque su segundo sencillo, "Home", no se estaba reproduciendo en las estaciones de rock debido a su sonido más ligero. Dado que la banda había tenido éxito en el formato con su primer sencillo, "It's Not Over", querían seguir la canción, por lo que optaron por lanzar "What I Want". Como no se trataba de un single completo, no se hizo un video musical para la canción.
"What I Want" también aparece como una de las canciones del juego Guitar Hero: On Tour para Nintendo DS.

## Posicionamiento en lista
| Lista (2007)                     | Posición |
| -------------------------------- | -------- |
| Canadá (Canadian Hot 100)        | 93       |
| Estados Unidos (Mainstream Rock) | 6        |